# 2012年夏季奧林匹克運動會伊朗代表團
2012年夏季奥林匹克运动会伊朗代表团參加2012年7月27日至8月12日在英國倫敦舉行的2012年夏季奧林匹克運動會。該國在該屆奧運共收穫7枚金牌、5枚銀牌和1枚銅牌。